# حكايات من الحريم المغترب
حكايات من الحريم المغترب: نساء أجنبيات في تركيا الحديثة هو كتاب مقتطفات غير خيالية من 32 مرأة مغتربة عن حياتهن في تركيا الحديثة، نُشر بواسطة صحافة الختم (Seal Press) في أمريكا الشمالية سنة 2006 (ردمك 1-58005-155-3) وبواسطة مجموعة دوجان الإعلامية في تركيا باللغتين التركية سنة 2005 (ردمك 975-293-381-5) والإنجليزية (ردمك 975-293-372-6).
تم تحرير الكتاب بواسطة أناستازيا أشمان وجينيفر إيتون جوكمن و هما كاتبان أمريكيان في إسطانبول، ليصبح الكتابَ إنجليزي اللغة الأكثر مبيعًا في تركيا في يناير 2006.
وتحتوي النسخة التركية من الكتاب (Türkçe Sevmek: Türkiye'de Yaşayan Yabancı Kadınların Gözüyle Türkler) على مقدمة مكتوبة من الروائية التركية إليف شافاق.
في مايو 2008، تم استضافة الكتاب ومحرريه على برنامج اليوم (Today) على قناة هيئة الإذاعة الوطنية (NBC) في فقرة السفر (أين هو مات لوير؟ Where in the World is Matt Lauer?)

## الكُتَّاب المساهمون
أماندا كوفين، إيريكا كايا، نانسي لونسفورد، أنا كارولينا فليتس، إيفلين زوتينديجك، ناتالي بيكر، أناستازيا أشمان، جينيفر إيتون جوكمن، بات ييل، آني بريز أوزساراك، جيسيكا لوتز، روندا فاندر سلويس، كاترين سالتر بايار، كارين كلير فوس، سالي غرين، كاثرين ييجيت كاثرين بيليل، سوزان فليمنج هولم، كلير يور، كاثلين هاملتون غوندوغدو، تانالا أوساياندي، دانا غونزاليس، لويز روسكين، تريسي فينولا، دينا سوكايا، ماهيرا أفريدي بيريز، فاليري تاسيران، ديان كالدويل، ماريا ياربهور أورهون، ويندي جي فوكس، إيبى لونزفورد، مورين بيزدو